# 天音ちか
天音 ちか（あまね ちか、9月5日 - ）は、日本のグラビアアイドル、コスプレイヤー、AV女優。バンビプロモーション所属。AV女優としては主に乙葉 らぶ、徳田 優妃（SODクリエイト作品のみ）名義で活動。

## 略歴
2024年3月22日発売のイメージビデオ『君の音/天音ちか』（INTEC Inc）でデビュー。同年9月に別名義でAVデビュー。AVデビュー初期にはSOD女子社員としても作品リリースしていた。
2025年4月に秋田書店・ミスヤングチャンピオン2025エントリー者として残り6月12日に決勝進出。同年7月18日、ミスヤングチャンピオン2025グランプリ授賞。AV女優活動歴のある人物が同賞ならびに漫画雑誌主催のミスグランプリを受賞するのは初となった。
同年6月には「COSPO×STUDIO BUZZ特別アンバサダーオーディション」で1位となり以降コスプレイヤー部門アンバサダーに就任。
同年8月2日に行われたミスヤングチャンピオン2025授賞式では、AV女優の肩書があることでオーディションに落ち続けてきたこと、『脱いでいるだけじゃん』『グランプリを取らせたくない』との声に発奮したことを吐露した。

## 作品

### イメージビデオ
- 君の音 天音ちか（2024年3月22日、INTEC Inc）
- Sweet Kiss/天音ちか 木葉くるみ（2024年5月23日、INTEC Inc）
- 恋のスキャンダル/天音ちか（2024年6月24日、INTEC Inc）

### アダルトビデオ
- 【スマホ推奨縦動画】オシャレカップルの彼女さん、マジックミラー号の中で100の質問中、いきなりデカチン即ハメしてみた。 おとは（21）（9月25日、SODクリエイト）
- 抗えないその先に… ハダカになるより恥ずかしい！脱ぎキャンBOX野球拳 飲食事業部 新卒1年目 徳田優妃（11月15日、SODクリエイト）
- 塩原温泉で見つけた女子旅お嬢さんタオル一枚男湯入ってみませんか？59さっきまで普通に旅行していたべっぴん娘がヌルりテッカり！美容オイルを塗りこまれおっぱいも蒸れ菊門もキラめく！今が食べごろ！美肌のハリと弾力絶頂期な7名編（11月21日、SODクリエイト）
- 太ももハラスメントSOD女子社員13名ももコキ特化！柔らかく大きな健康的《太もも》による包み込み締め付け刺激「見えてもおかしくない太ももにコスるだけだから恥ずかしくないでしょ？」（12月26日、SODクリエイト）

- 女だらけの新人研修旅行で男はボク1人！酔い潰れたボクが気付くとどういう訳か女子部屋に！どっちを向いてもはだけた浴衣から生乳やお尻が丸見え状態（1月10日、Hunter）
- 【準新作】図書館で夏休み中の私服J〇を 尾け回して寸止めマ〇コいじりを繰り返したら痴女っこに豹変！ くっつき甘えんぼベロチューをおねだりされて、勃起ち〇ぽで何度も精子を搾り取られた！Targetらぶちゃん編（1月31日、サディヴィレナウ！）
- きみは中出しなんてされないと思いながら僕に近付いてきた 04 乙葉らぶ（2月12日、First Star）
- 生中したいお年頃っ！興味津々の乙女心にまだまだ未熟なカラダで頑張っちゃう 好きな人には一直線に素直に甘えてえっちなワガママでおち●ぽで遊ぶ小悪魔ちゃん 乙葉らぶ（6月27日、First Star）
- 履いてない青春真っただ中の汚れなき少女たち 私立ノーパン学園	（7月1日、ムーディーズ）
- パンチラごときで勃起する雑魚チ〇ポを集団で弄ぶメスガキ達の本性（7月8日、BALTAN＜バルタン＞）
- 【VR】無邪気でちっちゃいクラスメイトが陰キャな僕のチ〇ポにわらわら群がってきた（7月11日、AQUA＜アクア＞）

## 出演

### テレビ
- 極楽山本・田村亮のARIGATEENA TV（2025年7月6日、テレビ埼玉）[9]